# 北朝鮮拉致・めぐみ、お母さんがきっと助けてあげる
『北朝鮮拉致・めぐみ、お母さんがきっと助けてあげる』（きたちょうせんらち・めぐみ、おかあさんがきっとたすけてあげる）は2003年5月14日にテレビ東京系で放送されたドキュメンタリードラマ。原作は横田早紀江の『めぐみ、お母さんがきっと助けてあげる』と、荒木和博の『拉致救出運動の2000日』。約2時間05分。2003年5月18日にはBSジャパンでも放送された。

## あらすじ
- 横田めぐみが拉致される日の前から、2003年までをドキュメンタリータッチで描く。挿入歌としてカセットテープに残っている、横田めぐみが合唱団の一員として歌った「流浪の民」がある。

## キャスト
- 横田滋：加藤剛
- 横田早紀江：竹下景子
- 横田めぐみ：若原めぐみ
- 蓮池透：風間杜夫
- 蓮池ハツイ：南田洋子
- 蓮池秀量：長門裕之
- 増元正一：田村高廣
- 増元照明：江藤潤
- 奥土一男：滝田裕介
- 浜本雄幸：神山寛
- 地村保：左右田一平
- 地村と志子：中村たつ
- 市川健一：小林尚臣
- 市川龍子：澤井孝子
- 平野フミ子：片山万由美
- 有本昭弘：高松英郎
- 有本嘉代子：正司歌江
- 小林珠代：泉ピン子
- 石高健次：三浦浩一
- 辛光洙：沼崎悠
- 荒木和博：藤田宗久
- 斎藤夫妻：木村翠、野村信次
- 小倉先生：石原良純
- 渡辺陽子：小林綾子
- 高世仁：宅麻伸
- 安明進：イ・ソンジュ

## スタッフ
- 脚本：清水曙美
- 演出：淡野健